# Thomas Graftdijk
Thomas Graftdijk (Amsterdam, 14 juni 1949 – Preggio (Italië), 10 februari 1992) was een Nederlandse dichter, prozaschrijver en literair vertaler.

## Biografie
Thomas Graftdijk was, met Dirk Ayelt Kooiman, oprichter van de tijdschriften Soma (in 1968) en De Revisor (in 1974). Hij vertaalde werk van Elias Canetti, Hermann Hesse, Rainer Maria Rilke en Franz Kafka. Postuum verschenen van hem vertalingen van het werk van Friedrich Nietzsche, Sigmund Freud, en Thomas Mann.

## Jurylidmaatschappen
- 1971 – Prozaprijs van de gemeente Amsterdam (uitgereikt aan H.C. ten Berge voor Een geval van verbeelding)
- 1973 – Herman Gorterprijs (uitgereikt aan Habakuk II de Balker voor De gloeilampen, De varkens)